# Such Great Heights
«Such Great Heights» es el título de un EP y de una canción del grupo The Postal Service. Fue editado el 21 de enero de 2003 en el sello Sub Pop. Consta de cuatro canciones, dos de las cuales son versiones del tema a cargo de The Shins e Iron & Wine. Es el primer álbum lanzado por la banda, un mes antes de la edición del exitoso Give Up.
La canción «Such Great Heights» alcanzó gran popularidad, y apareció en series como Veronica Mars, Grey's Anatomy y comerciales para compañías como M&M's, Target Corporation, Jumbo, United Parcel Service, Skechers, Ask.com y Kaiser Permanente.
La versión de Iron & Wine de dicha canción apareció en la banda sonora de Garden State, dirigida por Zach Braff, otorgándole el Grammy a mejor banda sonora en el 2004.
El diseño de la portada, al igual que el de sus otros EP, fue diseñado por Kozyndan.
La canción fue utilizada en spots publicitarios de la conocida marca de zapatillas Skechers. Esto también ayudó a la popularización de la canción.
En Chile, la canción fue utilizada en el comercial del Banco BCI en 2017.

## Lista de canciones
1. «Such Great Heights» – 4:27
2. «There's Never Enough Time» – 3:33
3. «We Will Become Silhouettes» (versión de The Shins) – 3:01
4. «Such Great Heights» (versión de Iron & Wine) – 4:10